# 王政中
王政中（1962年10月10日—），台灣政治人物，曾經代表台灣團結聯盟任職立法委員。

## 外部連結
- 立法院 （页面存档备份，存于）